# مريم بطرسيان
مريم بطرسيان (بالأرمنية: Մարիամ Պետրոսյան)‏‏ (10 أغسطس 1969 في يريفان - ) كاتِبة، وروائية، ورسامة من الاتحاد السوفيتي.

## روابط خارجية
- مريم بطرسيان على موقع IMDb (الإنجليزية)